# Ташлицька волость (Аккерманський повіт)
Ташлицька волость — історична адміністративно-територіальна одиниця Аккерманського повіту Бессарабської губернії.
Станом на 1886 рік складалася з 8 поселень, 8 сільських громад. Населення — 12261 особа (6433 чоловічої статі та 5828 — жіночої), 1859 дворових господарства.
|                     | Площа, десятин | У тому числі орної, дес. |
| ------------------- | -------------- | ------------------------ |
| Сільських громад    | 51893          | 29684                    |
| Приватної власності | 538            | 538                      |
| Казенної власності  | —              | —                        |
| Іншої власності     | 935            | 909                      |
| Загалом             | 53366          | 31131                    |

Поселення волості:
- Ташлик — колишнє державне село за 100 верст при річці Ташлик від повітового міста, 2072 особи, 272 двори, православна церква, школа, 2 лавки, базари по неділях.
- Бургуджи — колонія болгар при балці Дракула, 1567 осіб, 229 дворів, православна церква, лавка.
- Гасанбатир — колонія болгар при річці Малий Катлабух, 1617 осіб, 243 двори, православна церква, 3 лавки.
- Главані — колонія болгар при балці Алі-ага, 1160 осіб, 209 дворів, православна церква, 3 лавки.
- Дельжелер — колонія болгар при балці Бакчалія, 1567 осіб, 250 дворів, православна церква, лавка.
- Задунаєва — колонія болгар при балці Киргиз-Китай, 1155 осіб, 180 дворів, православна церква, 2 лавки.
- Код-Китай — колонія болгар при балці Киргиз-Китай, 1483 особи, 220 дворів, православна церква, 3 лавки.
- Селі-Огло — колонія болгар при балці Ташлик-Дере, 1640 осіб, 256 дворів, православна церква, 3 лавки.